# Thierry De Cordier
Thierry De Cordier (Oudenaarde, 1954) is een Vlaams-Belgische beeldend kunstenaar, schilder, beeldhouwer, tekenaar, graficus, dichter-filosoof en bouwer van installaties en environments. In 1997 verhuist hij naar het Franse Auvergne. Hij is de vader van kunstenaar Louis De Cordier (1978).

## Kenmerken van zijn oeuvre
De Cordier koestert een romantisch kunstenaarschap in de 20e-21e eeuw en beseft tegelijk hoe wereldvreemd dat (geworden) is. Je vindt in zijn werk motieven als de vlucht uit wereld ("Je n'ai absolument rien à voir avec le XXème siècle"), de eenzaamheid (geïsoleerde observatiepost in de natuur) en het verlangen een individu te zijn (de ouderwetse handgeschreven brieven in blauwe inkt vanuit Schorisse). Zijn 'Weltschmerz' uit zich in overwegend donkere kleuren (blauw, grijs en vooral zwart).
De getormenteerde tekeningen - met krioelende lijnen - tonen plantaardige, landschappelijke en organische elementen die in elkaar overgaan. Voor zijn sculpturen gebruikt hij o.a. afvalmateriaal (verweerde houten balken, ijzer, isolatoren, mensenhaar), gips, leisteen en teer. Hij maakt er raadselachtige constructies mee, die soms de gestalte aannemen van een mens of dier (vogelverschrikker).
Taal speelt in zijn werk een grote rol: als vaak moeilijk ontcijferbaar bijschrift, als oproep en ironisch commentaar. De Cordier groeide op in een tweetalig gezin aan de taalgrens bij Oudenaarde. Die gespletenheid is blijven voortduren. Al voelt hij zich Vlaams, zijn teksten schrijft hij in het Frans.

### De kapel van het niets teDuffel[2]
Voor de tuin van het psychiatrisch centrum Sint-Norbertus te Duffel bouwde De Cordier in 2007 een Kapel van het niets. Het is in alle opzichten een merkwaardig bouwwerk. Bedacht als een zwartbeschilderde betonnen doos met een ontsloten ruimtelijkheid via de witte binnenwanden en de 8 m hoge betonplaat met dramatisch binnenvallend licht. De binnenruimte is vrijwel leeg op een zitbank na en een smalle zwarte pijler als teken, frontaal geplaatst voor de witte hoge wand. Deze sacrale ruimte opgevat als een stille ruimte voor de patiënten en de bezoekers van de instelling moet een plek van rust en meditatie worden. De vormentaal van De Cordier verwijst naar de Kaaba in Mekka, de Victory Boogie Woogie van Piet Mondriaan of de negatie van schilderkunst, het Zwart vierkant van Kazimir Malevitsj. Deze Kapel van het niets illustreert wat bedachte architectuur vermag als voorstelling van een be-teken-is. Het ontwerp van de kapel werd in nauwe samenwerking met architect Patrick Lefebure van Archipl tot realisatie gebracht.
Jan Swerts verwijst met het nummer "De kapel van het niets" op zijn album "Anatomie van de Melancholie"(2013)  naar de kunstenaar.

## Tentoonstellingen
- Skulptur Projekte Münster, Keulen 1987
- Open Mind, Gent 1989
- Einleuchten, Hamburg 1989
- Weitersehen, Hamburg 1989
- L' Art en Belgique, Flandre et Wallonie au Xxe siècle, un point de vue, Parijs 1991
- Documenta IX, Kassel 1992
- Kunst in België na 1980, Brussel 1993
- Het sublieme Gemis: over het geheugen van de verbeelding, Antwerpen 1993
- De Opening, Museum De Pont, Tilburg 1993
- Over de Kamer der Gedachten (Scriptorium) e.a., XLVIIe Biennale di Venezia, Ministerie van de Vlaamse Gemeenschap 1997
- Ik ben de wereld, Otterlo 1997
- Wounds. Between Democracy and Redemption in Contemporary Art, Stockholm 1998
- Xavier Hufkens, Brussel 2009
- Constant Permeke Retrospectieve Bozar, Brussel 2012
- De Zee muzee, Oostende 2014
- S.M.A.K., Gent 2016